# NMBS Type 220
NMBS Materieel '57 (även kallat Hondekop Benelux) var ett misslyckat snabbtåg beställt av Werkspoor. Dessa motorvagnar fick typbeteckning 220 hos NMBS och numrerades i serie 12 hos NS, efter omlitterering i Belgien 1971 skulle tågen egentligen fått beteckningen MS57, vilket egentligen skulle blandat in dem i den stora serien av Klassiska motorvagnståg, så därför behölls den nederländska beteckningen "Mat' 57".

## Beskrivning
År 1957 blev järnvägen Antwerpen–Essen–Roosendaal elektrifierad och Werkspoor fick i uppdrag att bygga 12 tvådelade snabbtåg för Beneluxtjänsten mellan Amsterdam och Bryssel. Dessa fick en avvikande färgsättning (mörkblå med gult band, mot övriga tågsätt som målades helt i gult), de elektriska komponenterna var av Belgiskt fabrikat: ACEC (nuvarande Alstom Power) i Charleroi tillsammans med SEM i Gent. De hade dubbla pantografer, en för 3 kV likspänning (Belgien) och en för 1500 volt likspänning (Nederländerna).